# Penna San Giovanni
Penna San Giovanni es una comune italiana de la provincia de Macerata, región de las Marcas. Tiene una población estimada, a fines de 2019, de 988 habitantes.

## Evolución demográfica
| Gráfica de evolución demográfica de Penna San Giovanni entre 1861 y 2001 |
|                                                                          |
| Fuente ISTAT - elaboración gráfica de Wikipedia                          |